# Awvee Storey
Awvee Storey (Chicago, 18 aprile 1977) è un ex cestista e allenatore di pallacanestro statunitense, professionista nella NBA, in Europa, Asia, Sudamerica e Australia.

## Palmarès
- Campione KBL (2005)